# Moctezuma II

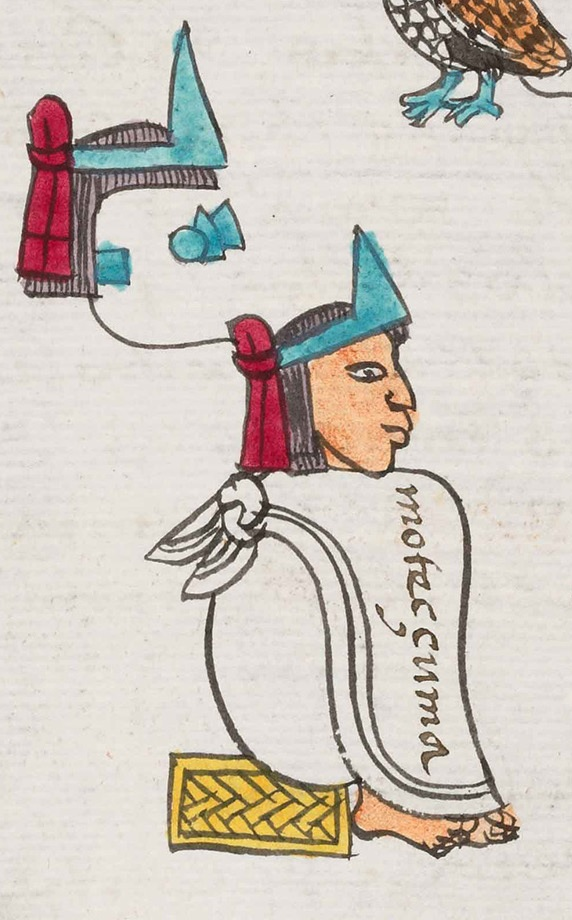
Moctezuma trong Thảo bản Mendoza.

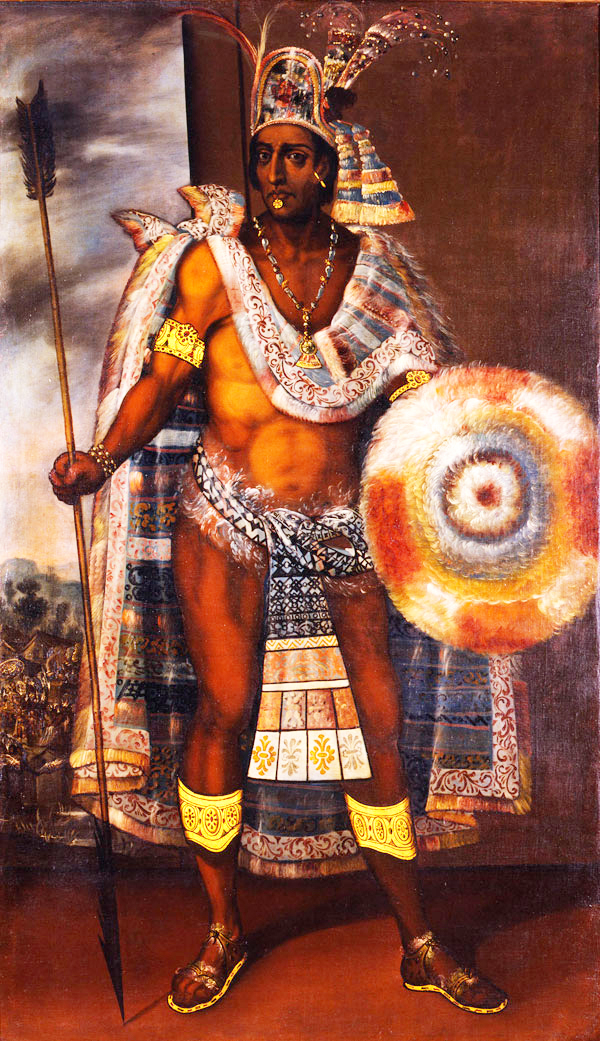
Chân dung Moctezuma II

Moctezuma Xocoyotzin (khoảng 1466 - 29 tháng 6 năm 1520) phát âm tiếng Nahuatl là [moteːkʷˈsoːma ʃoːkoˈjoːtsin] phát âm tiếng Nahuatl hiện đạiⓘ), nhiều kiểu chính tả khác bao gồm Motecuhzomatzin, Montezuma, Moteuczoma, Motecuhzoma, Motēuczōmah, Muteczuma và ở các sử liệu Âu-Mỹ viết là Moctezuma II, là Tlatoani (thủ lĩnh/vua của một altepetl hay thành bang) thứ 9 của thành Tenochtitlan và Huey Tlatoani thứ 6 hoặc Hoàng đế trị vì đế quốc Aztec từ năm 1502 hoặc 1503 đến năm 1520. Cuộc tiếp xúc đầu tiên giữa cư dân Aztec với người châu Âu diễn ra dưới triều đại của ông. Trong khoảng thời gian này, Đế quốc Aztec đạt đến cương vực lớn nhất. Moctezuma mở mang bờ cõi của người Aztec xuống phía nam, bao gồm các vùng lãnh thổ Xoconosco ở Chiapas và eo đất Tehuantepec, đồng thời sáp nhập các dân tộc Zapotec và Yopi vào đế chế. Khi tại vị, ông thực hiện nhiều cải cách lớn như củng cố sự bất bình đẳng giữa hai giai cấp pipiltin (quý tộc) và macehualtin (bình dân), cấm không cho bình dân thăng tiến lên quý tộc.
Nhiều tường thuật lịch sử về Moctezuma mô tả ông là người cai trị thiếu quyết đoán, đưa quốc gia đến bờ vực suy vong và nhiều sử liệu còn khẳng định rằng ông là kẻ mê tín dị đoan vì tưởng rằng người Tây Ban Nha là các á thần. Câu chuyện của ông trong cuộc chinh phạt Mexico vẫn rất nổi tiếng và được đề cập đến trong nhiều tác phẩm tiểu thuyết lịch sử và văn hóa đại chúng.